# Gonomyia (Leiponeura) cantareirae
Gonomyia (Leiponeura) cantareirae is een tweevleugelige uit de familie steltmuggen (Limoniidae). De soort komt voor in het Neotropisch gebied.